# Miodrag Živaljević
Miodrag Živaljević (en cyrillique serbe : Миодраг Живаљевић), né le 9 septembre 1951 à Kragujevac, est un footballeur yougoslave des années 1970 et 1980. Évoluant au poste d'attaquant, il débute, dans son pays, sous les couleurs du FK Partizan Belgrade. Il fait ensuite carrière à l'étranger, jouant en Allemagne de l'Ouest, en France et aux États-Unis.

## Biographie
Miodrag Živaljević naît le 9 septembre 1951 à Kragujevac, ville de l'actuelle Serbie, alors en Yougoslavie. Bien qu'étant supporter de l'Étoile rouge de Belgrade comme les autres membres de sa famille, c'est pourtant sous les couleurs du Partizan Belgrade, son grand rival, qu'il commence sa carrière professionnelle en 1969, tandis qu'il poursuit des études de droit. Il y joue durant un peu plus de six ans, à une époque où le championnat de Yougoslavie est principalement dominé par l'Étoile rouge et par Hajduk Split, et revendique avoir marqué 88 buts en 288 matchs joués sous le maillot du Partizan. Son passage au Partizan est marqué par des problèmes avec ses dirigeants, accusés par Živaljević de ne pas avoir respecté les termes de son contrat. L'attaquant, qui se lie d'amitié à cette période avec Radomir Antić, Refik Kozić (en), Miroslav Bošković (en), Ivan Golac (en) ou encore Ljubiša Tumbaković (en), connaît également des problèmes pour avoir critiqué le maréchal Tito. 
Živaljević joue au Partizan jusqu'à l'âge de 24 ans. Sans club, il s'engage alors dans l'armée populaire yougoslave, sur les conseils de Petar Radenković, avec la perspective de partir pour l'Allemagne de l'Ouest. Sans lui, en 1976, le Partizan remporte le championnat de Yougoslavie, titre qui lui échappait depuis onze ans. Après avoir quitté l'armée, il joue durant trois mois au Spartak Subotica. Convaincu que Živaljević a les qualités pour faire carrière en Allemagne, Petar Radenković lui permet de signer pour six mois au FC Nuremberg, en janvier 1977,. D'abord critiqué après ses premières prestations, il parvient à convaincre, inscrivant cinq buts en dix-huit matchs pour sa première demi-saison en deuxième division ouest-allemande, dont un triplé contre le FC Hombourg. Il signe alors un contrat pour deux saisons supplémentaires avec Nuremberg. La saison suivante, il participe à la montée de son club  en Bundesliga, marquant cinq buts et disputant les deux matchs du barrage de promotion remporté face au Rot-Weiss Essen. Pourtant durant l'été 1977, il est placé par son club sur la liste des transferts, Nuremberg souhaitant libérer l'une des places réservées aux joueurs étrangers pour enrôler l'attaquant grec Máik Galákos. En contact avancé avec le club anglais de Sunderland, Živaljević se montre plus performant durant l'été avec Nuremberg, et convainc son club de le conserver, d'autant que ce dernier ne parvient pas à trouver d'accord financier avec l'Olympiakos pour le transfert de Galákos. L'attaquant yougoslave peut ainsi jouer une saison complète en Bundesliga, marquant quatre buts à ce niveau.
À l'été 1979, Miodrag Živaljević quitte l'Allemagne pour la France. Il est recommandé à l'entraîneur de l'Olympique lyonnais Aimé Jacquet par le gardien Ivan Ćurković, qui a connu Živaljević au Partizan et Jacquet à l'AS Saint-Étienne. La saison des Lyonnais, qui terminent à la dix-huitième place en championnat est compliquée, et l'avant-centre yougoslave, associé en attaque aux jeunes Daniel Xuereb et Jean-Marc Valadier, marque quatre buts en vingt-huit apparitions. Opposé en barrages à l'Olympique avignonnais, l'Olympique lyonnais parvient à conserver sa place dans l'élite, Živaljević inscrivant quatre buts, dont un triplé, lors de la double confrontation. Lyon, qui débauche son compatriote Sima Nikolić pour le remplacer, ne conserve pas Živaljević, qui reste toutefois en France. Il signe alors au Stade rennais, qui évolue en Division 2. Titulaire en début de saison aux côtés de Guy Nosibor et Gérard Saliné en attaque, il marque quatre buts en quinze matchs sous le maillot rennais, dont un doublé contre le Stade brestois. Mais il perd vite sa place et fait sa dernière apparition sous le maillot rennais en janvier 1981.
Âgé de 30 ans, Miodrag Živaljević retourne alors à Belgrade, avec dans l'idée d'arrêter sa carrière de joueur. Mais, ayant le goût du voyage, il finit par rejoindre Chypre, et signe à Larnaca, où il joue durant un an,. En 1982, il traverse l'Atlantique avec dans l'idée de ne rester aux États-Unis que durant une courte période. Il s'essaye alors au showbol avec les Arrows de New York et les Comets de Kansas City, au sein de la Major Indoor Soccer League, mais n'apprécie pas de jouer sur surface synthétique, et joue également en extérieur avec les Tea Men de Jacksonville.
Mettant un terme à sa carrière en 1984, Miodrag Živaljević reste finalement 24 ans aux États-Unis. Il réside à Los Angeles, travaillant auprès d'un ami restaurateur, puis ouvre une école de soccer pour les jeunes à Jacksonville, avant de déménager à Cleveland en 1996. Il exerce ensuite comme taxi jusqu'en 2013, puis prend sa retraite et retourne alors vivre à Belgrade, dans son pays d'origine.

## Statistiques
| Saison                | Club                  | Championnat           | Championnat | Championnat | Coupe(s) nationale(s) | Coupe(s) nationale(s) | Barrages | Barrages | Total | Total |
| Saison                | Club                  | Division              | M.          | B.          | M.                    | B.                    | M.       | B.       | M.    | B.    |
| 1976-1977             | FC Nuremberg          | 2.Bundesliga          | 18          | 5           | 1                     | 0                     | -        | -        | 19    | 5     |
| 1977-1978             | FC Nuremberg          | 2.Bundesliga          | 29          | 5           | 0                     | 0                     | 2        | 0        | 31    | 5     |
| 1978-1979             | FC Nuremberg          | 1.Bundesliga          | 19          | 4           | 1                     | 1                     | -        | -        | 20    | 5     |
| Sous-total            | Sous-total            | Sous-total            | 66          | 14          | 2                     | 1                     | 2        | 0        | 70    | 15    |
| 1979-1980             | Olympique lyonnais    | Division 1            | 28          | 4           | 0                     | 0                     | 2        | 4        | 30    | 8     |
| 1980-1981             | Stade rennais FC      | Division 2            | 14          | 4           | 1                     | 0                     | -        | -        | 15    | 4     |
| Total sur la carrière | Total sur la carrière | Total sur la carrière | 108         | 22          | 3                     | 1                     | 4        | 4        | 115   | 27    |